# 高海拔宇宙线观测站

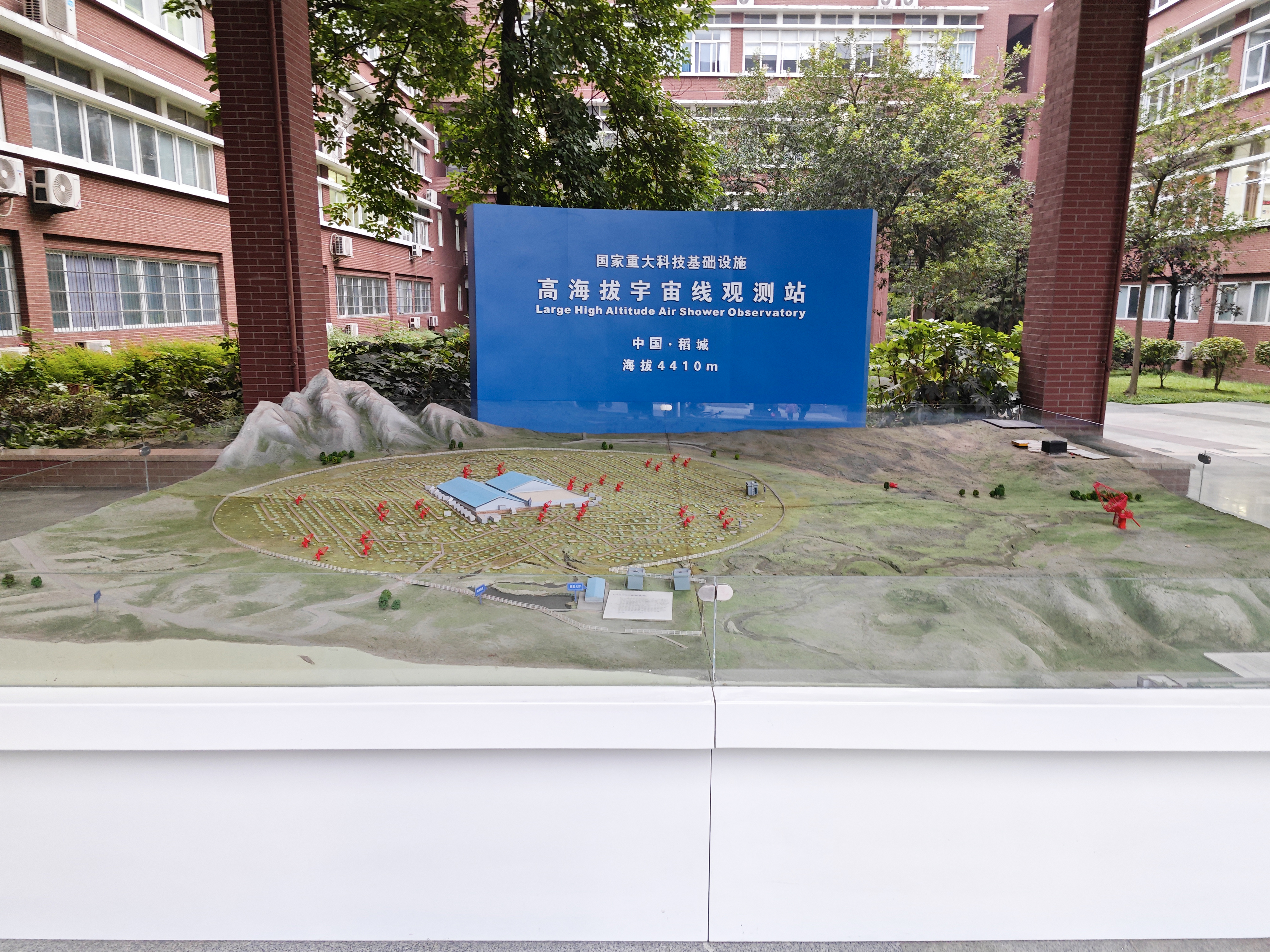
高海拔宇宙线观测站模型

29°21′27.6″N 100°08′19.6″E / 29.357667°N 100.138778°E
高海拔宇宙线观测站（英語：Large High Air Altitude Shower Observatory，缩写为），簡稱拉索，是位于中华人民共和国四川省稻城县的宇宙线观测站，是“十二五”期间启动的国家重大科技基础设施项目，由电磁粒子探测器（ED）阵列、緲子探测器（MD）阵列、水切伦科夫探测器阵列（WCDA）、广角切伦科夫望远镜阵列（WFCTA）等组成。首席科学家为中国科学院高能物理所研究员曹臻。

## 研发历程
2015年12月31日，LHAASO获得国家发改委批准立项。
2018年6月，LHAASO的主体工程在海拔4410米的海子山正式开工建设。整体工程计划于2021年全部建成。
2019年4月26日，LHAASO科学观测启动仪式在四川成都举行。

## 科学发现
2021年5月17日，LHAASO宣布发现首批“拍电子伏加速器”和迄今最高能量光子，开启“超高能伽马天文学”时代。
2023年，LHAASO發表了甚高能（very-high-energy）與超高能（ultra-high-energy）伽馬射線源目錄，包含90個展延尺寸小於{\displaystyle 2^{\circ }}且偵測顯著性大於{\displaystyle 5\sigma }的來源。
2024年2月，科学家利用LHAASO在天鹅座恒星形成区发现了一个巨型超高能伽马射线泡状结构，并从中找到了能量高于1亿亿电子伏（10PeV）宇宙线起源的候选天体。这也是人类能够确认的第一个超级宇宙线源。